# Ascend
Az Ascend Greg Howe 1999-ben megjelent szólólemeze, mely a Shrapnel Records gondozásában jelent meg. Howe ezzel a lemezzel visszatért a pályafutása korai éveit jellemző neoklasszikus metalhoz. Ebben nagy segítségére volt a billentyűs hangszereken játszó Vitalij Kuprij, akinek jelenléte nagymértékben befolyásolja a korong hangzását. Az Ascend albumról Howe úgy nyilatkozott, mint személyes kedvencéről, mely a La Villa Strangiato képében egy Rush feldolgozást is tartalmaz.

## Számlista
Az összes dal szerzője Greg Howe, kivéve ahol jelölve van.. 
| 1.    | Unlocked                                                  | 6:13 |
| 2.    | Tales Told                                                | 6:12 |
| 3.    | Garden of Harmony                                         | 7:03 |
| 4.    | Abrupt Terminal                                           | 5:49 |
| 5.    | La Villa Strangiato (Geddy Lee, Alex Lifeson, Neil Peart) | 9:41 |
| 6.    | Maniacal                                                  | 6:51 |
| 7.    | Her Dance                                                 | 1:31 |
| 8.    | Full Throttle                                             | 6:06 |
| 49:26 |                                                           |      |

## Közreműködők
- Greg Howe – gitár, basszusgitár, hangmérnök, producer
- Prashant Aswani – gitár a 8. dalban
- Vitalij Kuprij – billentyűs hangszerek
- Jon Doman – dob
- Mike Whitmore – hangmérnök